# Chiesa di San Michele di Serra Sant'Angelo
La chiesa rupestre di San Michele di Serra Sant'Angelo, meglio conosciuta come Grotta dei Pipistrelli, è situata nei pressi della Gravina di Matera.

## Descrizione
La chiesa è una cavità della parete destra della Gravina di Matera, utilizzata, sin dal Paleolitico medio, come ricovero umano e trasformata, quindi, nel Medioevo in luogo di culto.